# Belavadi
Belavadi oder Belawadi ist ein ca. 2.500 Einwohner zählendes Dorf im Distrikt Chikkamagaluru im südwestindischen Bundesstaat Karnataka. Der Ort ist bekannt wegen seines um 1200 errichteten Hoysala-Tempels.

## Lage
Belavadi liegt auf dem Dekkan-Plateau in einer Höhe von ca. 845 m ü. d. M. knapp 30 km (Fahrtstrecke) östlich der Distriktshauptstadt Chikkamagaluru bzw. gut 10 km nördlich von Halebid. Das Klima ist wegen der Höhenlage für indische Verhältnisse eher gemäßigt; Regen fällt hauptsächlich während der Monsunmonate Juni bis Oktober.

## Bevölkerung
Die mehrheitlich Kannada sprechende Bevölkerung besteht nahezu ausnahmslos aus Hindus; Moslems und andere Religionen bilden zahlenmäßig kleine Minderheiten. Der männliche und der weibliche Bevölkerungsanteil sind ungefähr gleich hoch.

## Wirtschaft
Die Einwohner von Belavadi leben weitgehend als Bauern – während in früheren Zeiten nahezu ausschließlich zur Selbstversorgung gewirtschaftet wurde, sind mit der Verbesserung der Transportmöglichkeiten auch andere Absatzmärkte hinzugekommen. Auf den Feldern der Umgebung werden hauptsächlich Weizen, Linsen und Gemüse angebaut. Auch Kokospalmen spielen eine wichtige Rolle im Wirtschaftsleben der Region.

## Geschichte
Im Mittelalter war Belavadi ein wichtiger Ort im Hoysala-Reich. Im 15. und in der ersten Hälfte des 16. Jahrhunderts war die Gegend Bestandteil des Vijayanagar-Reiches, dessen Macht jedoch mit der verlorenen Schlacht von Talikota (1565) gegen die Dekkan-Sultanate unterging, die ihrerseits nach 1685 vom Großmoguln Aurangzeb erobert wurden. Wenige Jahre später (1690) kam das Gebiet unter die Kontrolle des Fürstenstaates von Mysore, dessen Herrschaft jedoch in der zweiten Hälfte des 18. Jahrhunderts durch Hyder Ali (reg. 1761–1782) und seinen Sohn Tipu Sultan (reg. 1782–1799) unterbrochen wurde. Danach spielten die Briten die dominierende militärische und wirtschaftliche Rolle in Südindien.

## Sehenswürdigkeiten
- Der um 1200 entstandene und größtenteils aus Speckstein erbaute Vira Narayana-Tempel ist eine Stiftung des Hoysala-Herrschers Vira Ballala II. (reg. 1173–1220); er ist dem Hindu-Gott Vishnu geweiht und hat – ähnlich wie der Chennakeshava-Tempel in Somanathapura – einen kleeblattförmigen Grundriss (trikuta) mit drei Cellae (garbhagrihas) mit aufsitzenden Shikhara-Türmen mit Schirmkuppeln und kalasha-Vasen. In den Cellae befinden sich die Figuren von Viranarayana, Venugopala und Yoganarasimha – alle drei sind Avatare oder Aspekte Vishnus. Während der westliche Teil des Tempels in einfachen älteren Stilformen gestaltet wurde, sind die Außenwände der beiden seitlichen Cellae deutlich stärker gegliedert und mit Figuren geschmückt. Zwischen den Cellae befinden sich mehrere ineinander übergehende Vorhallen (mandapas) mit gedrechselten Säulen und kleinen Kragkuppeln mit hängenden Schlusssteinen. Das Standbild des sitzenden Venugopala in der Cella ist ca. 2,50 m groß und zählt zu den Meisterwerken indischer Bildhauerkunst.

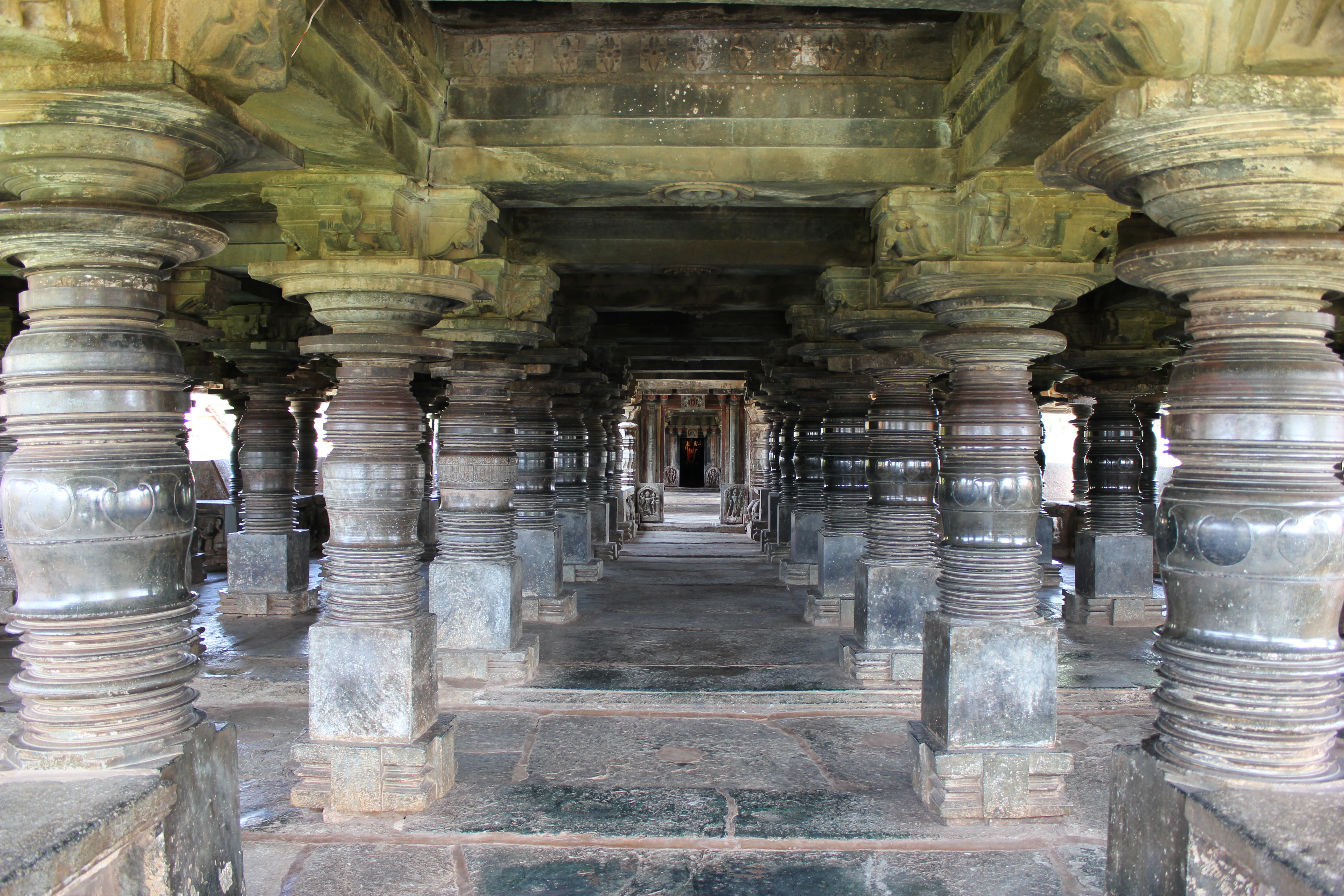
Innere Vorhalle
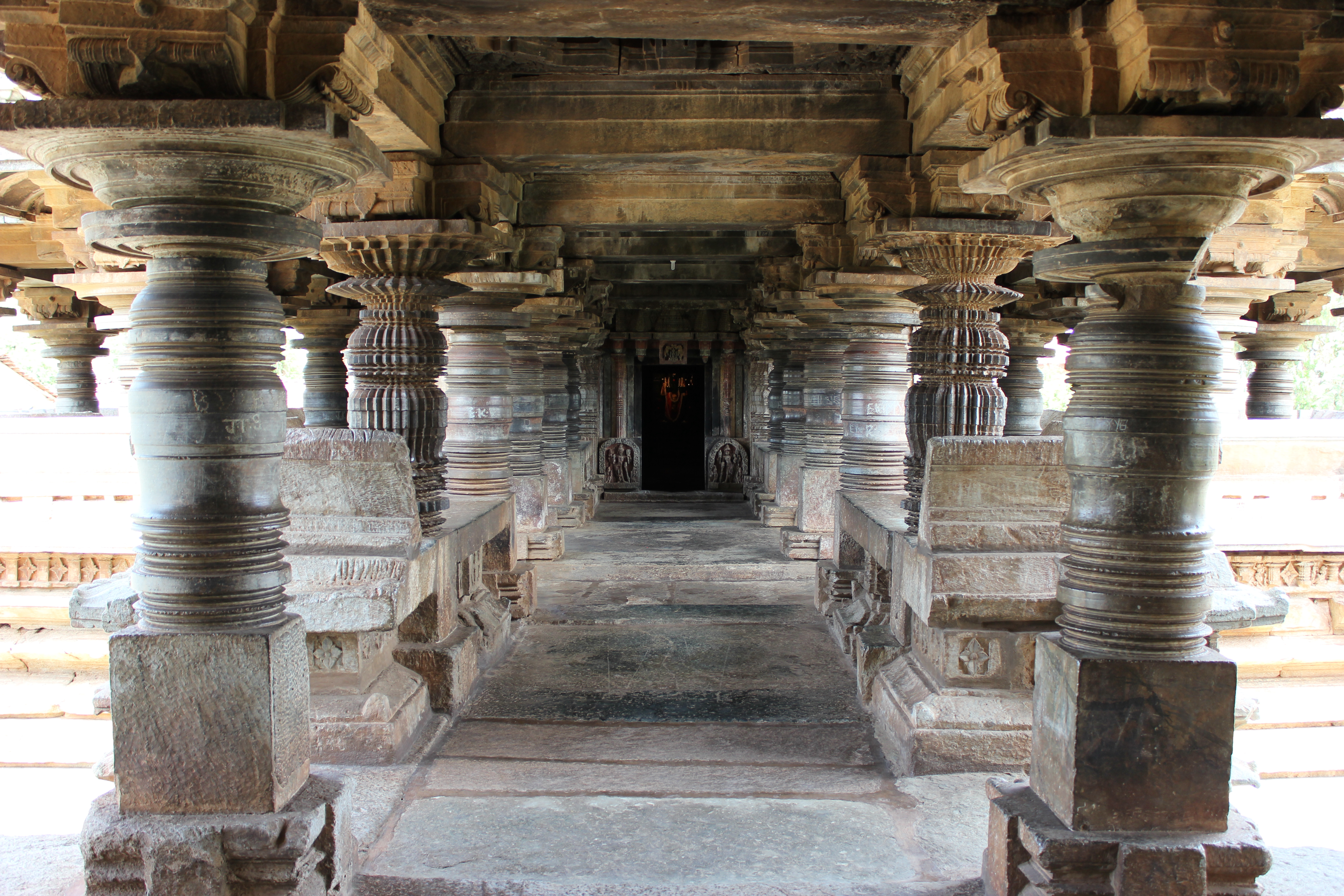
Äußere Vorhalle
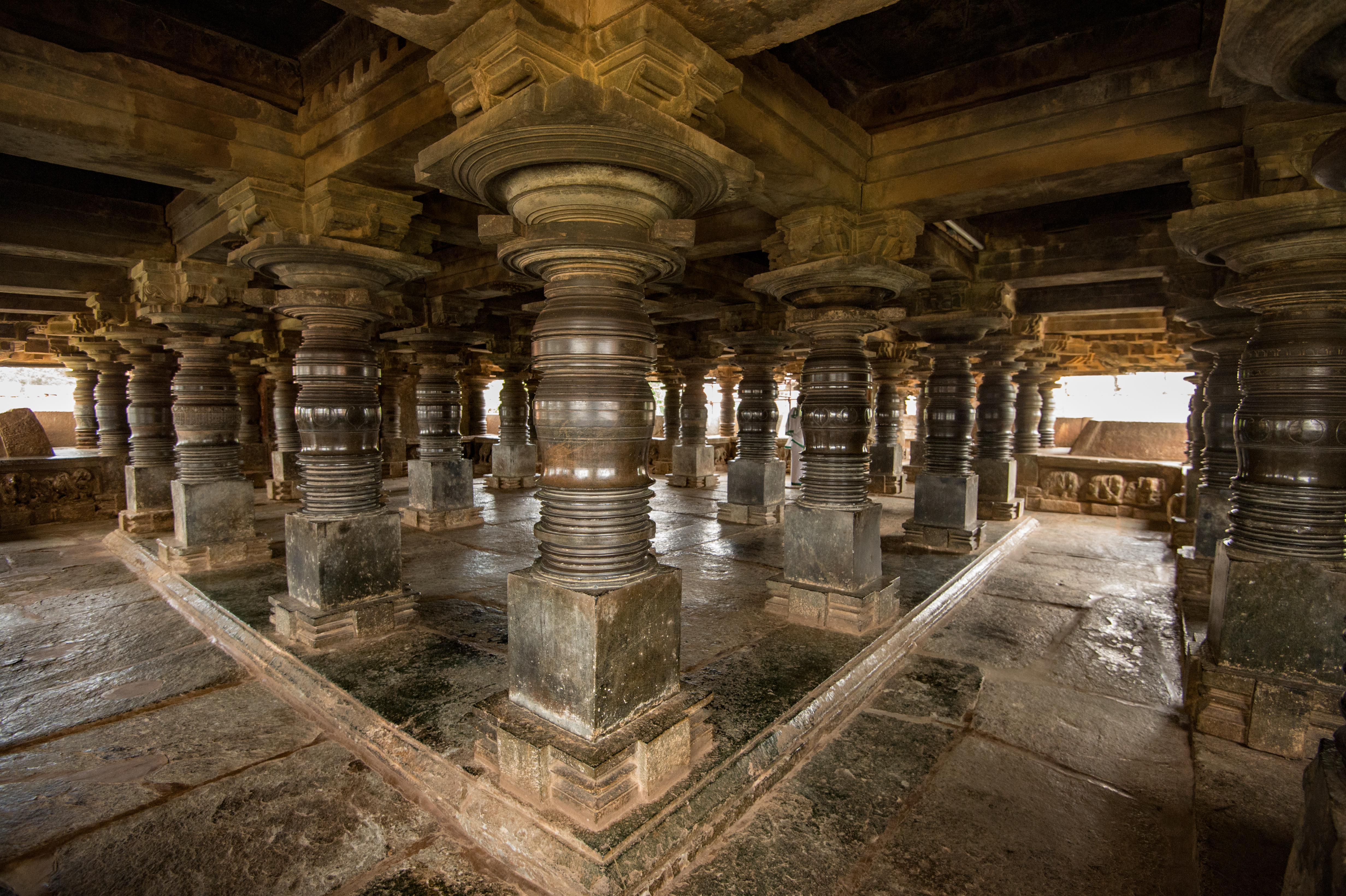
Vorhalle
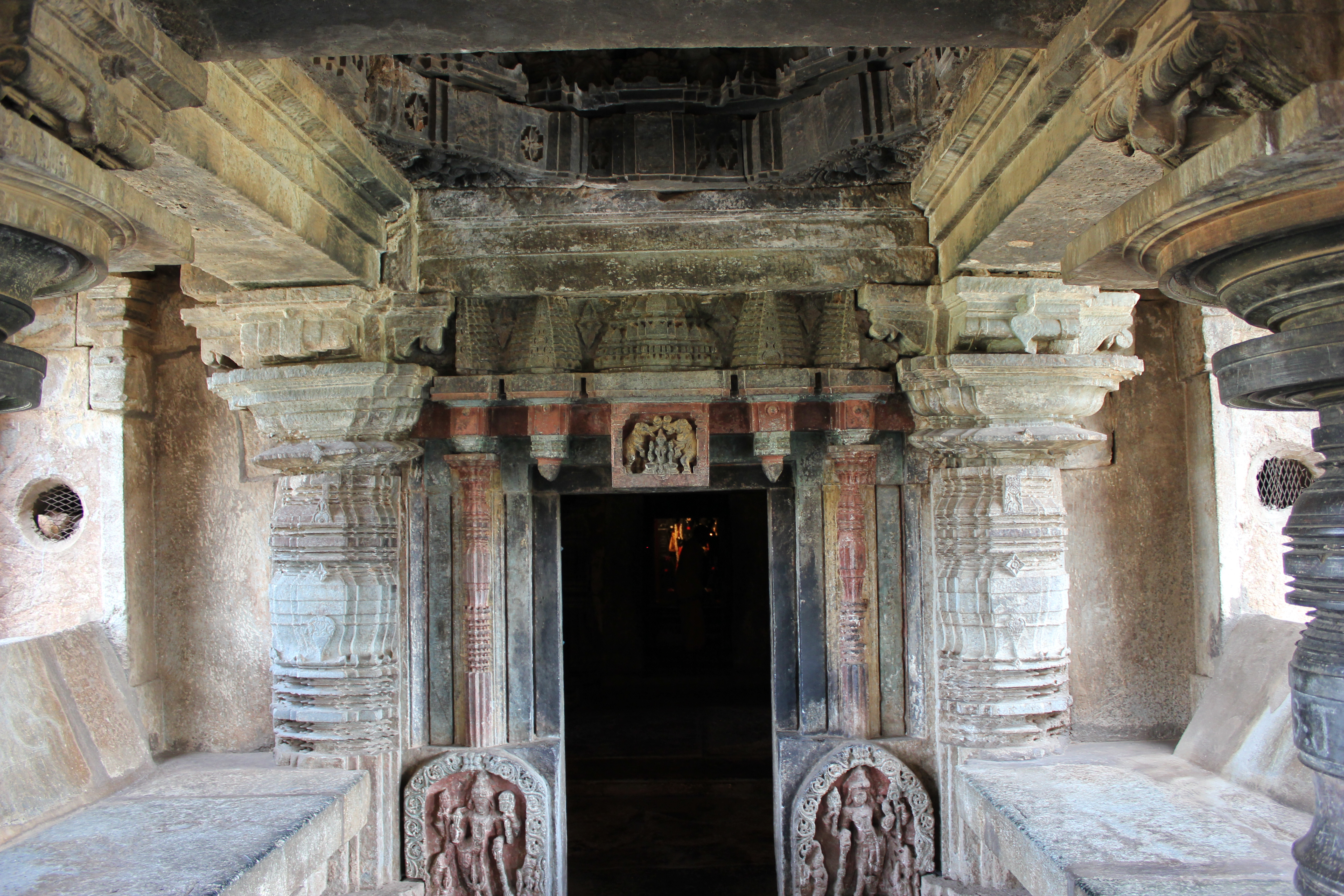
Eingang zur Cella mit Gajalakshmi-Motiv
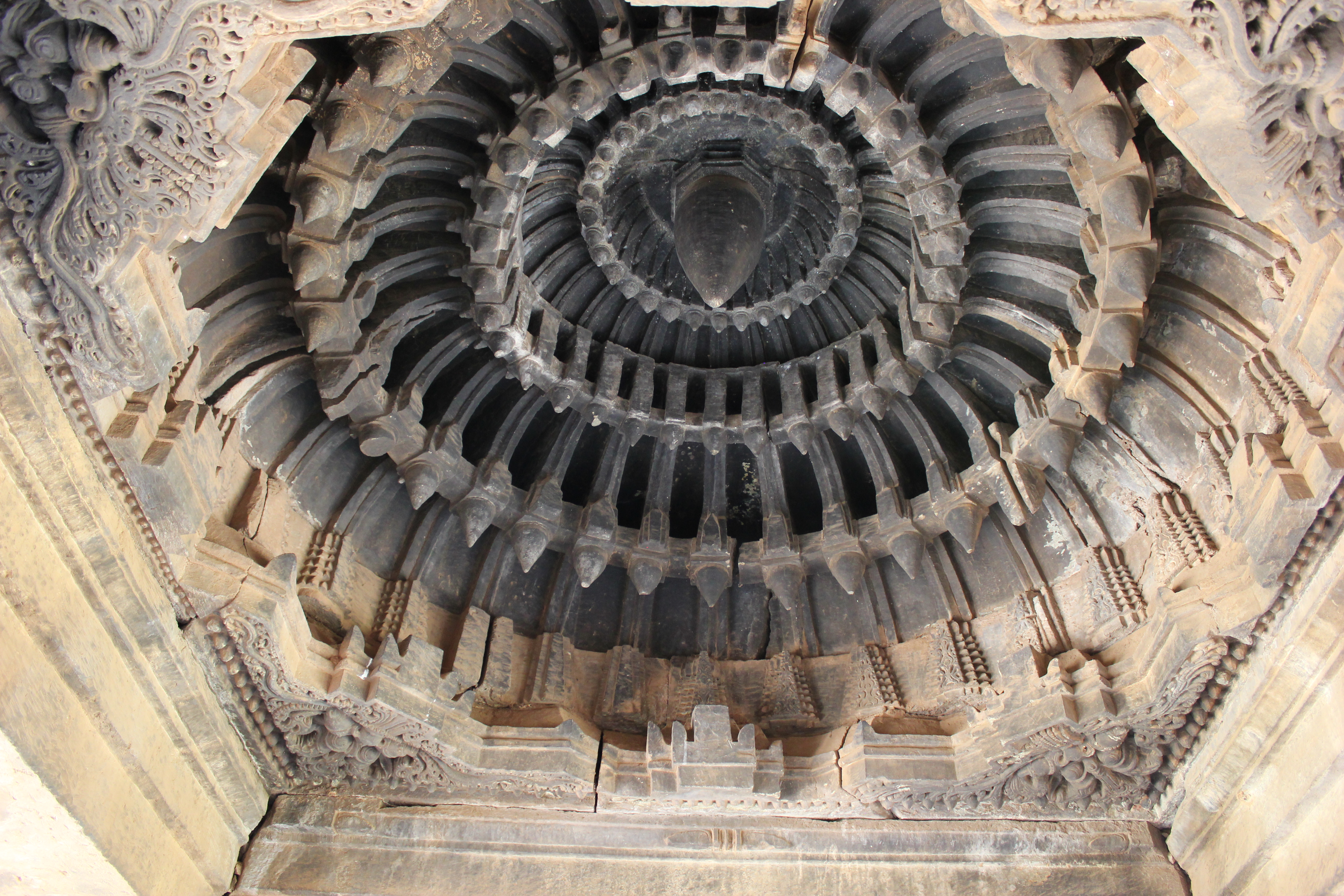
Kragkuppel mit Abhängling
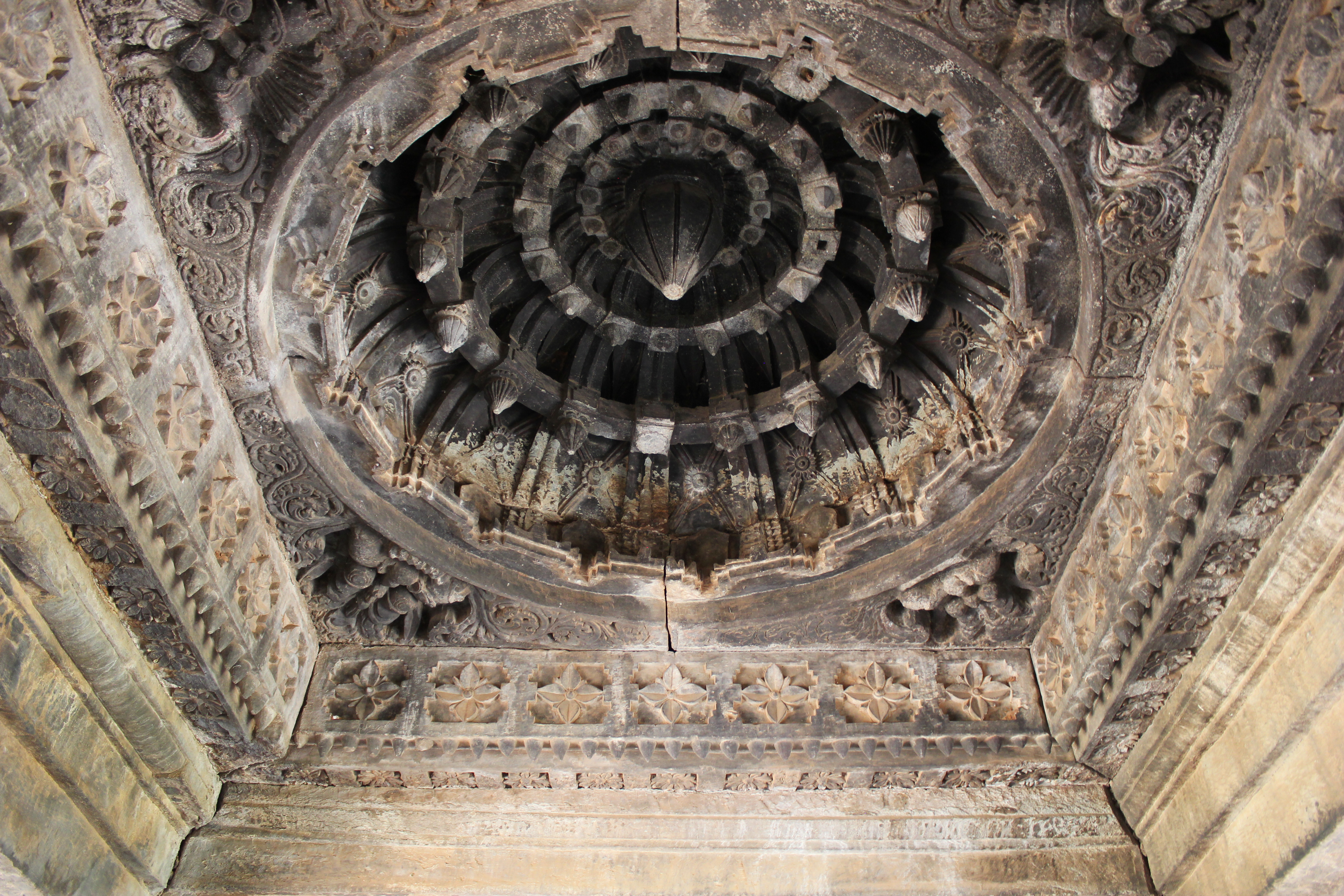
dto.